# Mercurialis elliptica
Mercurialis elliptica är en törelväxtart som beskrevs av Jean-Baptiste de Lamarck. Mercurialis elliptica ingår i släktet binglar, och familjen törelväxter. Inga underarter finns listade i Catalogue of Life.